# Starting Over (SPEED專輯)
《Starting Over》是日本女子樂團SPEED的第1張音樂專輯。1997年5月21日由TOY'S FACTORY發行。包含SPEED出道後的三張單曲CD中的歌曲。MV在澳洲攝影。
專輯發行後，連續三個星期取得Oricon專輯週榜冠軍，首週初動銷量已達823,430張，至年底銷量為192.6萬張，是1997年專輯銷量的第8位；最終銷量達到250萬張，獲得日本唱片業協會的「2百萬」唱片認證。

## 收錄曲目
- （全曲）作詞、作曲：伊秩弘將；編曲：水島康貴

1. Walk This Way
2. Body & Soul
3. Luv Vibration
4. STEADY
5. RAKUGAKI
6. Go! Go! Heaven（Album Version）
7. I Remember
8. Kiwi Love
9. HAPPY TOGETHER
10. Starting Over
11. Starting Over（reprise）～Walk This Way